# Liparochrus
Liparochrus är ett släkte av skalbaggar. Liparochrus ingår i familjen Hybosoridae.

## Dottertaxa tillLiparochrus, i alfabetisk ordning[1]
- Liparochrus asperulus
- Liparochrus bimaculatus
- Liparochrus cahilli
- Liparochrus carnei
- Liparochrus crassicollis
- Liparochrus crenatulus
- Liparochrus darlingtoni
- Liparochrus demarzi
- Liparochrus dilatatifrons
- Liparochrus dolium
- Liparochrus dux
- Liparochrus eungellae
- Liparochrus fossulatus
- Liparochrus geminatus
- Liparochrus globuliformis
- Liparochrus hackeri
- Liparochrus infantus
- Liparochrus ingens
- Liparochrus insularis
- Liparochrus irianae
- Liparochrus krikkeni
- Liparochrus laevipennis
- Liparochrus laevis
- Liparochrus laevissimus
- Liparochrus lugubris
- Liparochrus matthewsi
- Liparochrus modestus
- Liparochrus monteithi
- Liparochrus multistriatus
- Liparochrus nanus
- Liparochrus nitidicollis
- Liparochrus occidentalis
- Liparochrus papuus
- Liparochrus quadrimaculatus
- Liparochrus rufus
- Liparochrus sculptilis
- Liparochrus septemdecimlineatus
- Liparochrus septentrionalis
- Liparochrus silphoides
- Liparochrus storeyi
- Liparochrus sulcatus
- Liparochrus tropicus